# 帝国

ビザンツ帝国のシンボル - 鷲の紋章は多くの西洋の帝国でシンボルとして使われている

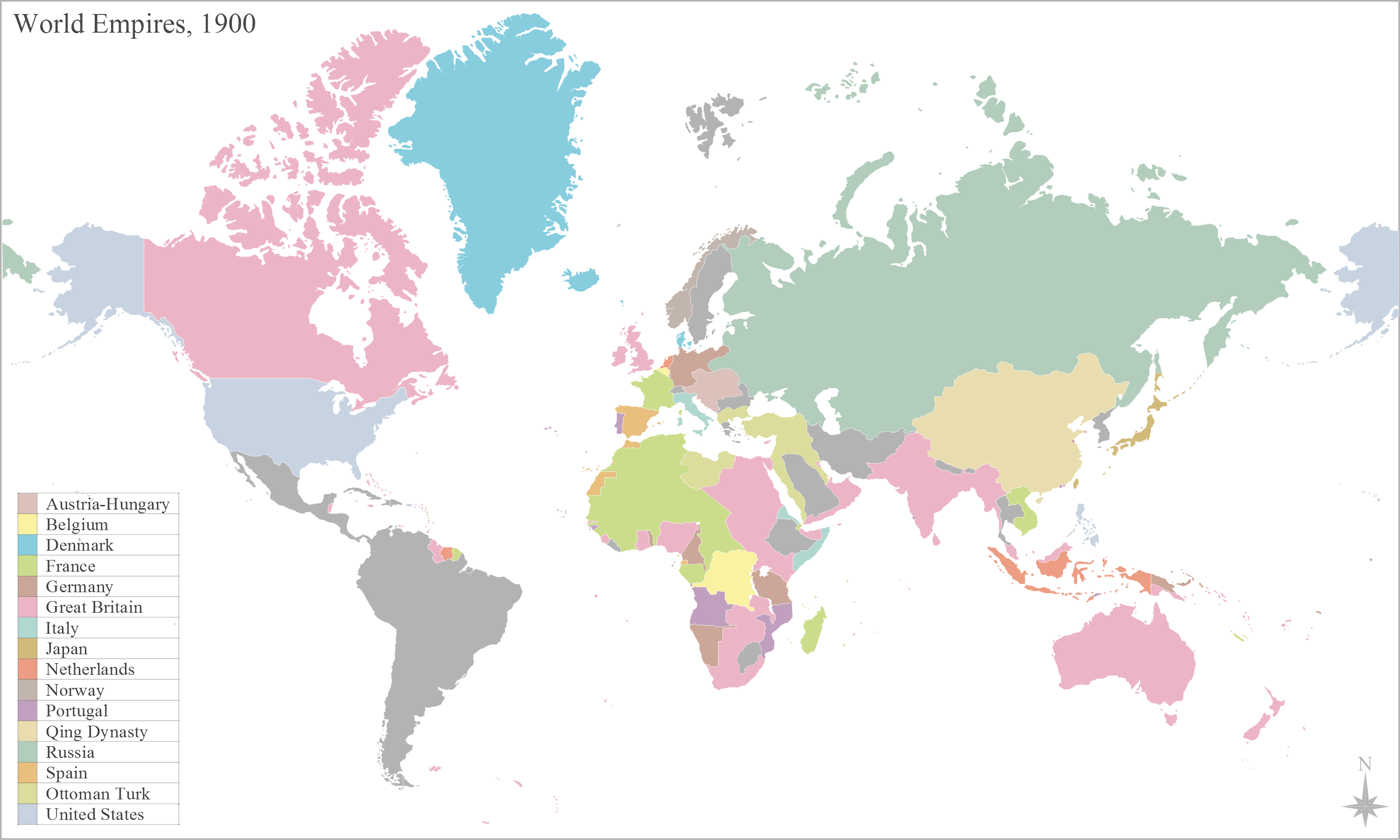
1900年の帝国主義諸国および植民地

帝国（ていこく）は、皇帝の支配・統治する国家、または自国の国境を越えて多数・広大な領土や民族を強大な軍事力を背景に支配する国家、軍事力で広大な領域を支配している国や侵略主義的な大国。「帝」という漢字の意味は最高の神、天下のきみであり、「エンパイア」（empire）という英語の原義は皇帝の統治に従う領域。

## 語源

### ヨーロッパ
ヨーロッパにおける「帝国」（英語: empire, ラテン語: imperium dominion）の概念は、共和制ローマ以降のローマの命令権、統治権（ラテン語: imperium Romanum（インペリウム・ローマヌム））が及ぶ領域を指す概念に由来する。
- この「インペリウム」という語は、後の帝政ローマ[注釈 3]やフランク王国、神聖ローマ帝国などでも使用された。英語で「帝国」を意味するエンパイア（Empire）の語源でもある[注釈 4]。
- この命令権、統治権を共和制ローマから託された統治者・軍司令官をラテン語でインペラトル（ラテン語: imperator）と呼ぶ。帝政ローマ以降は君主であり「ローマ皇帝」と訳される。

#### ドイツ
一方、ドイツ語ではインペリウムに相当する固有の語がなく、個々の「州」（land）や「領域」（state）より広い「国」を意味するライヒ（Reich）の語が、空間的インペリウムを意味する語としても代用された。
しかし、ライヒはラテン語のレックス（rex、王）・Regnum（王国）から派生した語であり、したがって「王」が統治する「王国」が本義であり、ラテン語でもインペリウムとは区別される。したがって英語のエンパイアとも意味に差異がある。

### 東アジア
「帝」の意味は宇宙の最高の神、最大最高の神靈、上帝、天下を治めるきみ。「帝国」という二字熟語は和製漢語である。現代の中国語で用いられている「帝国」の語は、19世紀頃に日本より輸出された語であり、例えば清を最初に大清帝国と呼び始めたのも日本であった。
中国において「帝国」（中国語: 帝國(ティグォー)）の語は、隋の王通とその弟子による『文中子』の中に「戦国の強国は国を兵で治め、春秋五覇は国を智恵で治め、三代の王は国を仁義で治め、五帝は国を恩徳で治め、三皇は国を無為に治めた」と現れるが、これは現代に伝わる「帝国」とは明らかに異なる語である。中国では「国」の本義は都市国家であり、また概念上、皇帝が治めるのは国ではなく天下（世界）であり、国を傘下に収める。

#### 日本
日本における「帝国」の用語は、上記の中国の『文中子』の和刻本が江戸時代中期に出版されたことより、日本の蘭学者が訳語として使用した可能性が高い。1713年（正徳3年）の新井白石による『采覧異言』の時点では、「インペラトル」を「一級王」や「帝」と表記しているが、「帝国」という用語はまだ見られない。1789年（寛政元年）の朽木昌綱による『泰西輿地図説』には、オランダ語の「Keizerdom」（現代オランダ語ではkeizerrijk）に対して「帝国」という訳語が使用された。オランダ語の「Keizerdom（Keizerの国）」は「Koningdom（Koningの国）」と対比される語で、帝国を「皇帝の国」とする意味も、この時に生み出されたものと考えられる。まもなく「帝国」の語は「Keizerdom」とは由来も概念も異なる英語の「Empire」の訳語としても用いられるようになり、ここに「Keizerdom」と「Empire」という二つの異なる意味の語が融合し、日本独自の「帝国」なる概念が誕生した。ただし、西洋における帝国および皇帝の概念は日本における帝国や皇帝の概念とは根本的に理念が異なり、帝国あるいは皇帝といった訳語には議論がある。

## 用語

### 概要
何を「帝国」と呼ぶかは、源・分野・立場・各国語間の翻訳などもあり、様々な見解や用例がある。
日本において「帝国」と訳される英語の empire の語について、Oxford English Dictionary は「一つの組織によって制御される複数の国や州の集合体」と説明し、Webster's Encyclopedic Unabridged Dictionary は「皇帝または他の強力な統治者や政府によって支配される、通常は単一の王国より広大な範囲の地域や人々の集合体」と説明する。これらの説明によれば、連続した領域の単独による支配に限らず、植民地帝国のように母国から遠く離れた複数の領域の支配も含まれる。比喩的な用法では「帝国」の語は、多国籍企業などの巨大企業や、一人または複数の指導者により支配される政治組織などにも使用されている。また「帝国」の語は、帝国主義や植民地主義、グローバリゼーションなどの概念とも関連付けられて使用されている。帝国主義の影響は現代の世界にも存在し続けている 。また「帝国」の語はしばしば、圧倒的な支配状況に対する不満の語としても使用されている。
帝国の政治構造は、以下の2形態に大別する事ができる。
1. 力による直接的な征服や統治による、単一領域の帝国。
2. 力による非直接的な征服や統治による、強制力のある単一の覇権帝国。

前者は直接的な政治的支配により大きな利益が得られるが、一定の守備隊用の軍備を要するため更なる拡大には限界がある。後者は非直接的な支配により利益は少ないが、更なる拡大のための軍備が可能である。領域的な「帝国」は、連続した領土の場合もあるが、制海権を得た海洋帝国は少ない労力で広大な領域も可能である。「帝国」は通常は「王国」より広大なものを指すが、何を「帝国」または「王国」と訳すかは、各国語間で時代や観点にもより多くの議論がある。
古代から中世にかけての帝国においては、帝国の外部の人間は全て非文明的な野蛮人であり、彼らを征服によって帝国の傘下に置くことは、その者たちに真の文明と信仰を与えることだ、とする普遍性への熱望によって、征服は道徳的に正当化された。もっと後の近代になると、これに民族的なものと人種的なものという二つの観念が複雑に結びつけられ、更なる膨張への強烈な心的衝動が生まれた。
以下の記載では、歴史的・一般的に「帝国」と呼ばれているものを記載する。

### 政治学・歴史学
帝国であるための主な要件は、
1. 中央政権の力が実質的に及ぶ範囲が判然とせず、明確な境界線を持たないこと[26][27][28][29][30]
2. 中央政権とは異なる背景を持った独自の地方政権または集団と共存し、それら多様な集団を中央政権が法や宗教を通して間接的に束ねる多層的な支配であること[26][31][28][29][30]

である。より簡略には、前者は「複数の国に跨る」または「通常の国より広範な」、後者は「複数の民族を含む」などとも表現される。帝国の支配体制は複合君主制や複合君主制を代行する属州総督制あるいは連邦的な分権支配によって特徴づけられる。帝国には明確な境界線がないため、その支配は単一の国家を超えて無制限に膨張しようとする傾向がある。そして帝国が周辺地域への拡張を続けるならば、新たに取り込んだ周辺地域によって、帝国には更なる多様性が再生産される。ローマ帝国、神聖ローマ帝国、イギリス帝国、中国の諸王朝などが典型的な帝国である。
そのほか、「強力な軍隊が整備されていること」や「統治の正統性を保証する理念を持つこと」、「世界経済における支配的勢力であること」などを一般的な特徴として挙げる者もいる。
一方、中央政府が明確な領域内で軍隊や警察といった物理的強制手段を独占する一元的支配は、国民国家と呼ばれて帝国とは区別される。近世・近代以降に誕生した「皇帝」を君主号として国号を「帝国」とした国々のほとんどは、分類上は帝国ではなく国民国家である。

### 地政学
アメリカ合衆国を「意図せざる形の帝国」と呼び、その強大な力ゆえに世界全体に影響力が波及している。現在、アメリカ合衆国は全ての海洋を掌握し、世界の貿易システムを方向付けている。帝国とは、国家の存続要件を次々と満たしていくうちに、最終的にアメリカ合衆国やローマ帝国のように強大な力を持つ。大半の国は国家の存続要件や戦略的な目標を満たせるほど、国力やそれを裏打ちする地理性、領土を持ち合わせていない。例として、日本は太平洋を支配する事で海上交通路を確保できるが、アメリカ合衆国は全ての海洋を支配する事を大戦略上の目標にするので、日米の利害は衝突する場合がある。など、その国の地理性や隣接する国によって国家の行動は制約される。アメリカ合衆国は太平洋と大西洋の両方に面する北米を領土とし、アルフレッド・セイヤー・マハンが提唱する〝海洋を制するものが世界を制する〟という海洋戦略を推進し続けている。

### 経済学
市場そのものが強大な力を振るい、国を解体し、企業国家が成立するという予測がある。これは超市場主義と呼ばれ、市場が際限なき利益の追求を開始し、テクノロジーの進歩と平行し、競争率や超格差社会、更には移民の到来や紛争などの要素が加わり市場が隅々まで利益を吸い上げるシステムを構築する。個人は発展途上国などの消費力の弱いそれでも、その消費力に合わせた価格の商品が生み出され、株などの金融商品もそれに含まれ、世界全体にその市場が網羅される。格差社会は激化していくうちに、貧困層が保守性に傾くようになり、（社会階層を参照）競争率が激化する事で人材はプライベートを圧迫され、より高度な職業能力を獲得するために教養に割く時間が増大していく。社会不安の増大も相まって、娯楽産業と保険業界は、格差が激化し他の業界での消費が落ち込む中でも、最も成長率が高い業界になるという。

### 宗教学・神話学

#### 神の国・神の帝国
神の国または神の王国は、一神教（ユダヤ教の旧約聖書とキリスト教の新約聖書）に通底している「領域」概念および「支配」概念であり、「神の帝国」とも表記される。英語では「エンパイア・オブ・ゴッド」（"empire of God"）、「ゴッズ・エンパイア」（"God's Empire"）。
一神教では唯一神が「唯一の皇帝」（"sole emperor"）、「王の中の王」（"king of kings"　諸王の王）、「真の皇帝」（"the true emperor"）、「全人類の皇帝」（"Emperor of all mankind"）等と呼称されている。旧約聖書から連なる一神教にとっては、唯一の神が「宇宙で唯一の正当な王者」であり、人間は神だけを崇拝するべきだとされる。

### 比喩・自称
実質的には「帝国」ではない比喩的用法としては、独裁国家、中央集権国家のほか、政治的な一人の人物や集団によって支配される多国籍企業などの巨大企業や、国家的または地域的な政治的組織（アテナイ海上帝国とも例えられるデロス同盟など）を指す場合もある。ウラジーミル・レーニンの「帝国主義論」や、マルクス・レーニン主義によるアメリカ帝国主義論などは、この流れである。
巨大企業例では、ロックフェラー帝国、マイクロソフト帝国、Google帝国、ディズニー帝国がある。
また自称としては、規模的には帝国とはとても呼べないような小国・単一民族国家が、帝国を自称した場合がある。

## 歴史上の帝国

### 古代の帝国
「帝国」は古代より、皇帝の支配する統治体や、複数の政治単位を統治する広域的支配を指した。歴史的現象としては古代中国の帝国、シュメール・バビロニア帝国、エジプト王朝、アレクサンドロス大王の野望、ローマ帝国などに帝国主義的傾向がある。15～18世紀の領土獲得や19世紀後半以降の植民地政策も帝国主義的と見なされているが、しかし理論的には古代から現代にいたるまで多くの学説があり，一致した見解はないとされている。

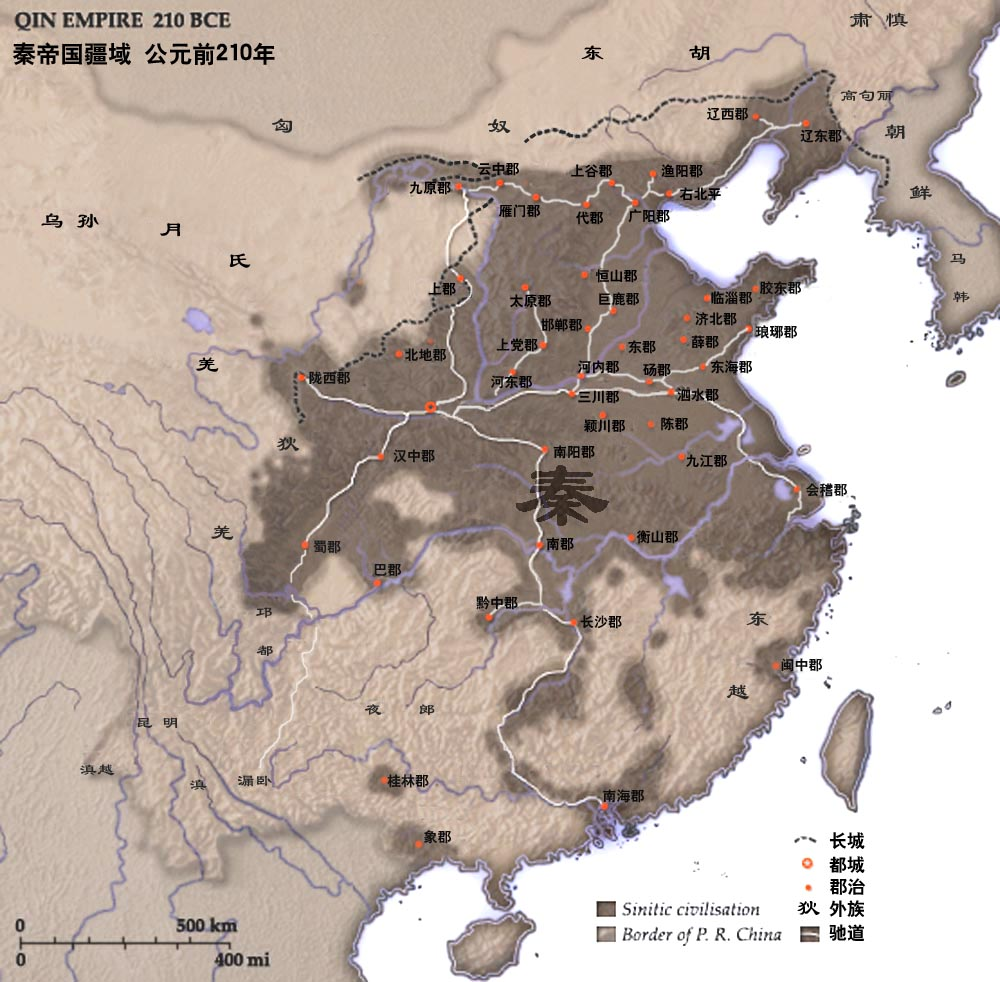
秦王朝 - 始皇帝（紀元前210年）時代の最大勢力図
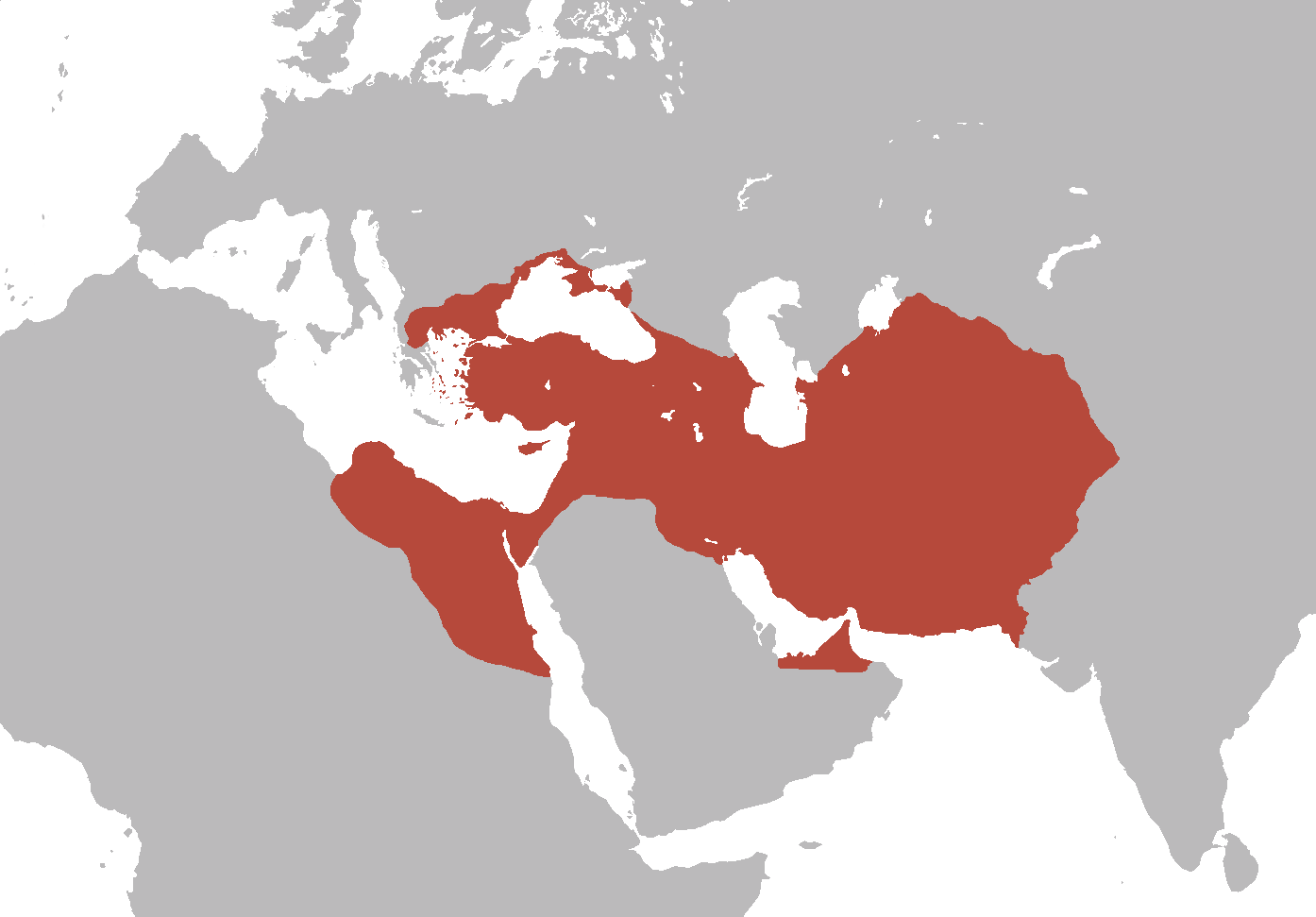
アケメネス朝ペルシア - 最大勢力図
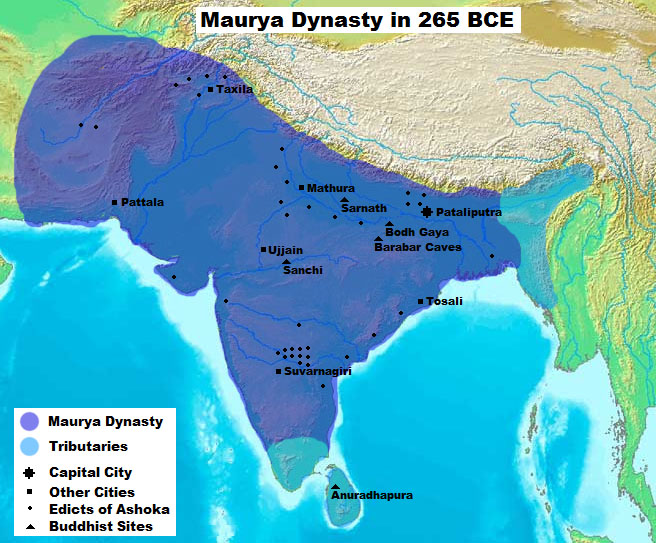
インドのマウリヤ朝 - アショーカ王時代の最大勢力図
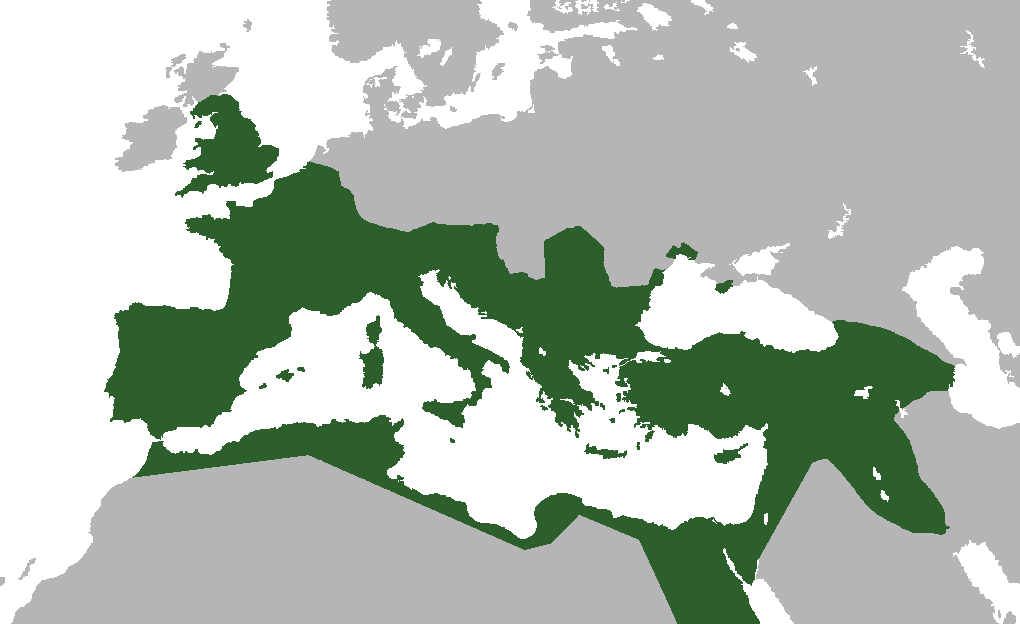
ローマ帝国 - トラヤヌス帝（98年 - 117年）時代の最大勢力図

#### アッカド帝国
紀元前2300年ごろ、サルゴンがアッカドを創始した。少なくとも最初期の強国であったと考えられるが、ここでいう帝国とは資料から読み取れる領土を指してのことであり、アッカドがどういう国であったかは詳しいことはわかっていない。世界最古の帝国といった場合は、アケメネス朝ペルシア帝国、もしくはアッシリア帝国を指すことが多い。
ウンマのルガルザゲシが覇権を握り、下の海から上の海まで（それぞれペルシア湾、地中海）の領土を獲得していた。サルゴンはウル・ザババ王に仕えていたが反乱を起こし、やがてはルガルザゲシを破り覇権を握った。サルゴンは世界の王を称し、後のサルゴンの孫ナラム・シンは遠征を繰り返し、領域を最大に広げ、四方領域の王と名乗ったことが知られている。サルゴン登場後からアッカド語が歴史に登場するようになり、ナラム・シンの遠征の記録が残っていることから、アッカドが強大な国であったことは確実だが、正確な領土の範囲はわかっていない（サルゴンが倒したルガルザゲシ王の領土も議論があり、下の海から上の海までの範囲が本当ならば、サルゴンが仕えたウル・ザババ王は彼の属王ということになる）。後に、グティ人が侵入し、シャル・カリ・シャッリ王を最後に滅亡した。グティ人侵入後は、「誰が王で、誰が王ではなかったか」といわれる暗黒の時代を迎える。だが、近年の研究により、アッカド滅亡の原因は内部崩壊によるもので、グティ人の侵入は事実であるが誇張を含むという説が一般的になりつつある。

#### バビロニア帝国
アッカド滅亡後のメソポタミアはグティ人の王が支配していたが、ウトゥ・ヘガルが反乱を起こし、グティ人の追い出しに成功する。この後、再び都市国家間の戦争が活発化する。時は流れ、紀元前1800年ごろ、アムル人のスムアブムがバビロンで王朝を開く。その後、彼から数えて6代目の王であるハンムラビが全メソポタミア地域を統一する。

#### アッシリア帝国
歴史的にイスラエル王国と関わりがあったため、『旧約聖書』にも敵として名が登場する（ソロモン王死後に北南に分裂したイスラエル王国は、紀元前721年にアッシリア王サルゴン2世によって北イスラエル王国が滅ぼされている。南はユダ王国）。当時のメソポタミア地域では強国が乱立していたが、やがて、優秀な指導者の下に成長したアッシリアは周辺諸国を侵略し、当時の国家群の中では最大の領域を誇るまでに至った。特に、アッシュールバニパル王は領土拡大とともにニネヴェ図書館（またはアッシュールバニパルの図書館）と呼ばれる巨大図書館を建造し、数万点に及ぶ粘土板を保管した。それらは、当時の神話、歴史、文化などを知る上で絶大な貢献を果たしている。紀元前612年、新バビロニアとメディアの攻撃をうけて滅亡した。

#### アケメネス朝ペルシア帝国
アッシリア帝国が滅亡した後のメソポタミア地域は、新バビロニア、メディア、リディア、エジプトなどの強国が乱立することとなった。当時はアケメネス朝アンシャンという小国の一つであったが、アッシリア帝国の時代から存在していた。アケメネス朝ペルシアにおいて最も重要な人物はキュロス2世（紀元前600年頃 - 紀元前529年）である。彼はエジプトを除くメソポタミア地域を統一し、2代目のカンビュセス2世がエジプトを征服した。このころは中国も統一国家が現れていない春秋時代のころであり、ローマも大規模な都市を形成する以前の段階であった。まさしく世界最大の国家として君臨した。4代目のダレイオス1世はギリシア遠征を計画し、その後に続くペルシア戦争の火蓋を切るが、近年の研究によって、王朝の創始者である大キュロスの直系から、アケメネス朝の4代目とされるダレイオス1世が帝位を簒奪したことがほぼ明らかになっている。つまり、連綿と続く王朝ではなく、キュロスの王朝とダレイオスの王朝に二分されているというのが実相であった。この後に登場するアレクサンドロス大王がペルシア帝国を滅ぼすことになる。

#### アレクサンドロスの帝国
古代マケドニア王国のアレクサンドロス大王は紀元前336年に20歳で王位に就いた。父ピリッポス2世が活用したファランクス戦法を受け継ぎ東方遠征を開始し、エジプトを占領し、イッソスの戦い、ガウガメラの戦いなどでペルシア最後の王ダレイオス3世と激戦を繰り広げ大勝した。アケメネス朝滅亡後、メソポタミア全域を征服したアレクサンドロス大王は、紀元前326年、さらに東方を目指し、インド遠征に乗り出し、インダス川を越えてポロス王らと戦うが、その後、兵士の疲労により退却した。帰還したアレクサンドロス大王はさらにアラビア遠征を計画するも、紀元前323年、スーサで病に襲われ急死した。
大王の東方遠征は、数々の逸話、伝説として後世に残され、マケドニア、ギリシャ、エジプト、ペルシア、インド西域にまたがる大帝国を築いた。大王は異なる民族を一つにまとめ上げようとし、例えば、ペルシアの兵士はマケドニア式の訓練を行なったり、オリエントの女性と結婚した上、部下にもオリエントの女性との結婚を奨励したりした（ヘレニズム文化）。しかし、大王の早すぎる死後、王位継承権を巡って内戦が起き、ディアドコイ戦争が始まった。ディアドコイ戦争後、分裂した帝国は、エジプトのプトレマイオス朝、シリアのセレウコス朝、マケドニアのアンティゴノス朝にわかれたが、これらは皆、後のローマの拡大に呑み込まれていくこととなる。

#### ローマ帝国
ローマ帝国は以後のヨーロッパにおける「帝国」の概念の基礎・規範となった。ローマの場合、共和政時代後期からギリシア・北アフリカ・シリアなどを支配し、既に帝国として成立していた。ユリウス・カエサルが、いわゆる帝政ローマの基礎を作り、アウグストゥスが初代「ローマ皇帝」となったとされる。つまり、まず先に「ローマ帝国」があり、それを治める統括者として後に「皇帝」が生まれた。また、皇帝の誕生後も名目的には帝国の政体は共和制のままで、ローマ皇帝とは「ローマの元老院と市民に忠誠を誓い、法を遵守し、元老院と市民の利益を保護する義務と職務」を請け負った「市民」のことであった。すなわち「ローマ帝国」の存在は「ローマ皇帝」の存在を前提としないのであって、ローマ帝国の「帝国」を「皇帝の国」と誤解させうる「ローマ帝国」や「ローマ皇帝」との和訳には異論がある。
ローマ帝国は、支配地域に、ローマ法・ラテン語（東方ではギリシャ語併用）などローマ（ラテン）民族の諸文化を優れた建築技術を始めとした先進技術と共に行き渡らせ、複数の民族を同化・統合して強大な勢力を作り上げた。その支配は、本土たるイタリアを始め、北アフリカ・ガリア（現フランス）・ブリタニア・イベリア半島・バルカン半島・アナトリア半島・シリア・エジプトに及び、「地中海世界」とも称される文明圏を作り出すことに成功した。さらに、その最盛期には広大な領土の隅々に至るまで平和と繁栄をもたらし、俗に、「ローマの平和（パックス・ロマーナ）」とも「人類が最も幸福だった時代」（エドワード・ギボンの『ローマ帝国衰亡史』）とも評される安定を創出した。
212年には、カラカラ帝によって、帝国内の全自由民にローマ市民権が与えられ、さまざまな宗教・文化を持つ民族が「ローマ人」として統合されるが、これは結果としてラテン系ローマ人の民族的結束を失わせ、帝国弱体化の遠因となった。3世紀後半になると、ローマ帝国の政治的混乱は頂点に達し、インペラートルを名乗る者が同時に何人も出現するような事態となった。この事態を収拾した4世紀の皇帝ディオクレティアヌスは、共和政の「元首」の延長であった皇帝を、サーサーン朝ペルシャ帝国のシャーのような完全な専制君主とすることで帝国の統合を強化しようと試み、自らをドミヌス（主人）と呼ばせた。彼の思想を受け継いだコンスタンティヌス1世は専制君主制を強化する一方で、313年にキリスト教を公認し、自らも改宗することによってキリスト教を帝国の統合の柱に据えようとした。
ここに、共和制以来の「インペラトル」に、キリスト教の思想と東方的な君主制とが結びつき、「元老院・市民・軍隊の推戴」をうけた「神の代理人」である皇帝が「全世界の主」として統治するという体制が築かれた。この体制はローマ帝国の後継国家である東ローマ帝国にも受け継がれ、さらに発展した。この強固な政教一致体制によって、東ローマ帝国は1453年まで生き続けた。

#### 中華帝国
秦に先立つ中華王朝としては、殷と周等が存在するが、どちらも現在中国と呼ばれる地域よりも遥かに領土は小さく、そもそも都市国家連合であり領域国家ではない。
- 秦王朝

はじめて中国を統一した王朝（帝国）は、秦王朝である。中国史上において秦の始皇帝がはじめて皇帝を称し、また分裂した諸国を統一して広大な領域国家を成立させた。
- 漢王朝

ただし秦はわずか15年の短命政権に終わり、その後は漢王朝の時代となる。現在の中国の大多数を占める漢民族は、この王朝の名に由来する。
- 元王朝

1271年から1368年まで東アジアと北アジアを支配したモンゴル人が建てた中国の征服王朝である。

#### その他の古代の帝国
- カルタゴ

フェニキア人が地中海沿岸に築いた都市国家の中で最強勢力。他のフェニキア人系都市国家や北アフリカの土着勢力を支配下とし、その他地中海の諸島やイベリア半島にも進出し、西地中海の覇者となった。
- アテナイ海上帝国

元来はアケメネス朝ペルシアの脅威に備えての、アテネを中心とする古代ギリシアの各ポリスの軍事同盟（デロス同盟）であった。ペルシアの脅威が薄れるにつれて、最大のポリスであるアテネが、他のポリスを支配する機関へと変貌していった。後世において、アテネが各ポリスの支配者として君臨するこの体制を、アテナイ海上帝国と称する。
- スパルタ

古代ギリシアのポリスの中でも、特異な軍事国家となった。その軍事力でアテネに勝利し、一時的にギリシアに覇を唱えるが、各ポリスの支配者として君臨する能力は持ち合わせておらず、短い間の覇権に終わった。

### 中世の帝国

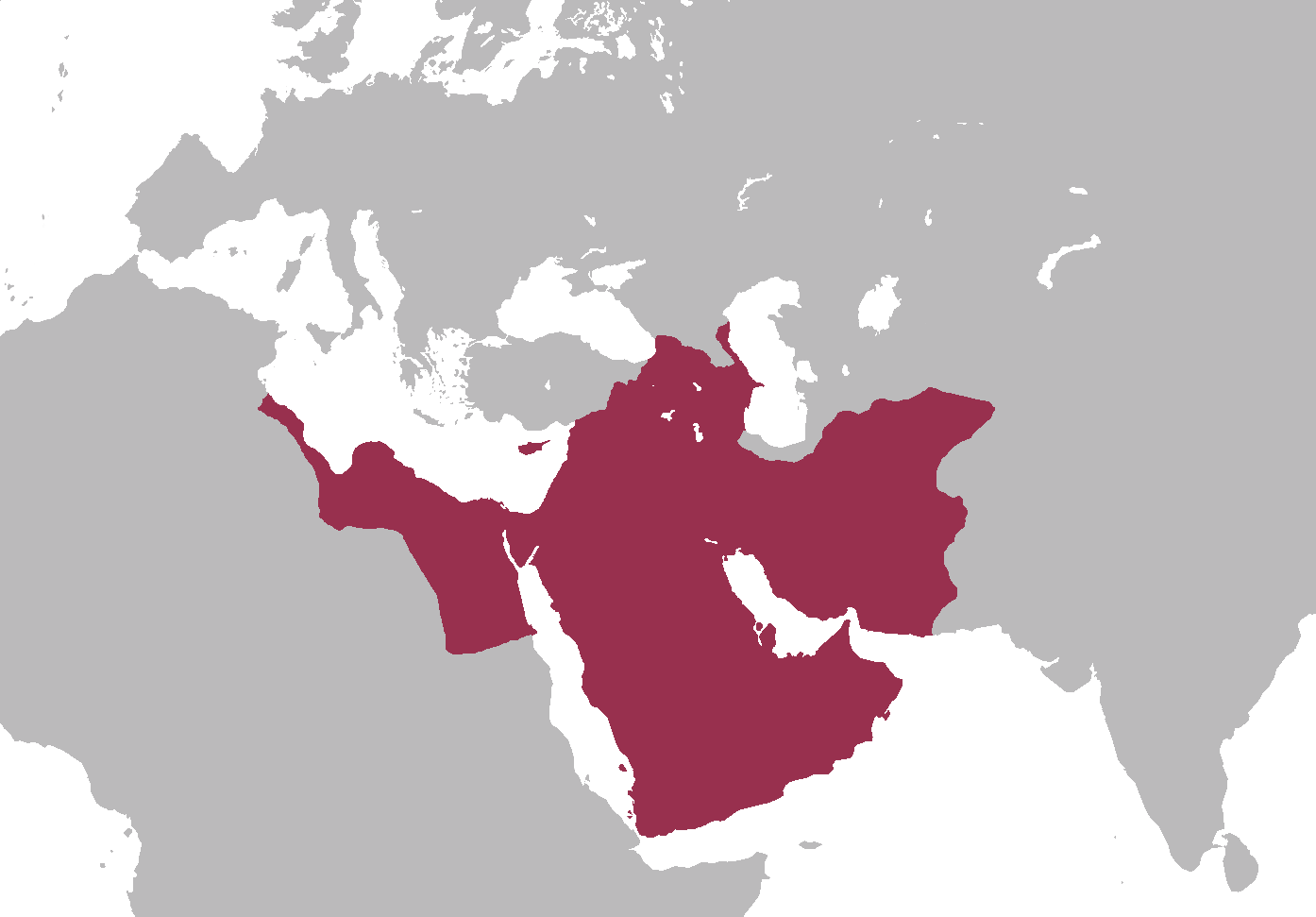
正統カリフの帝国
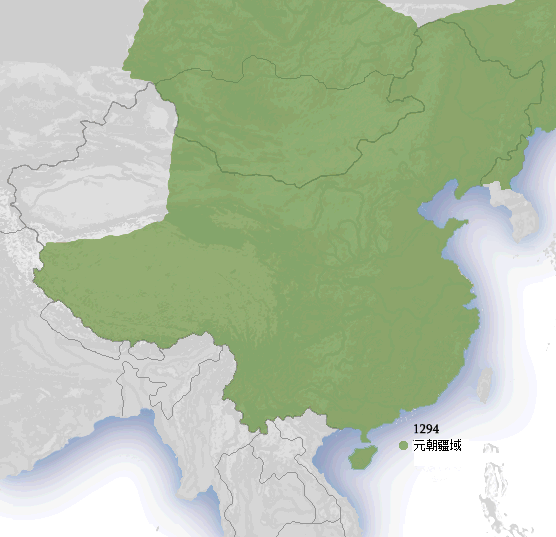
大元帝国 (元王朝)  - 13世紀
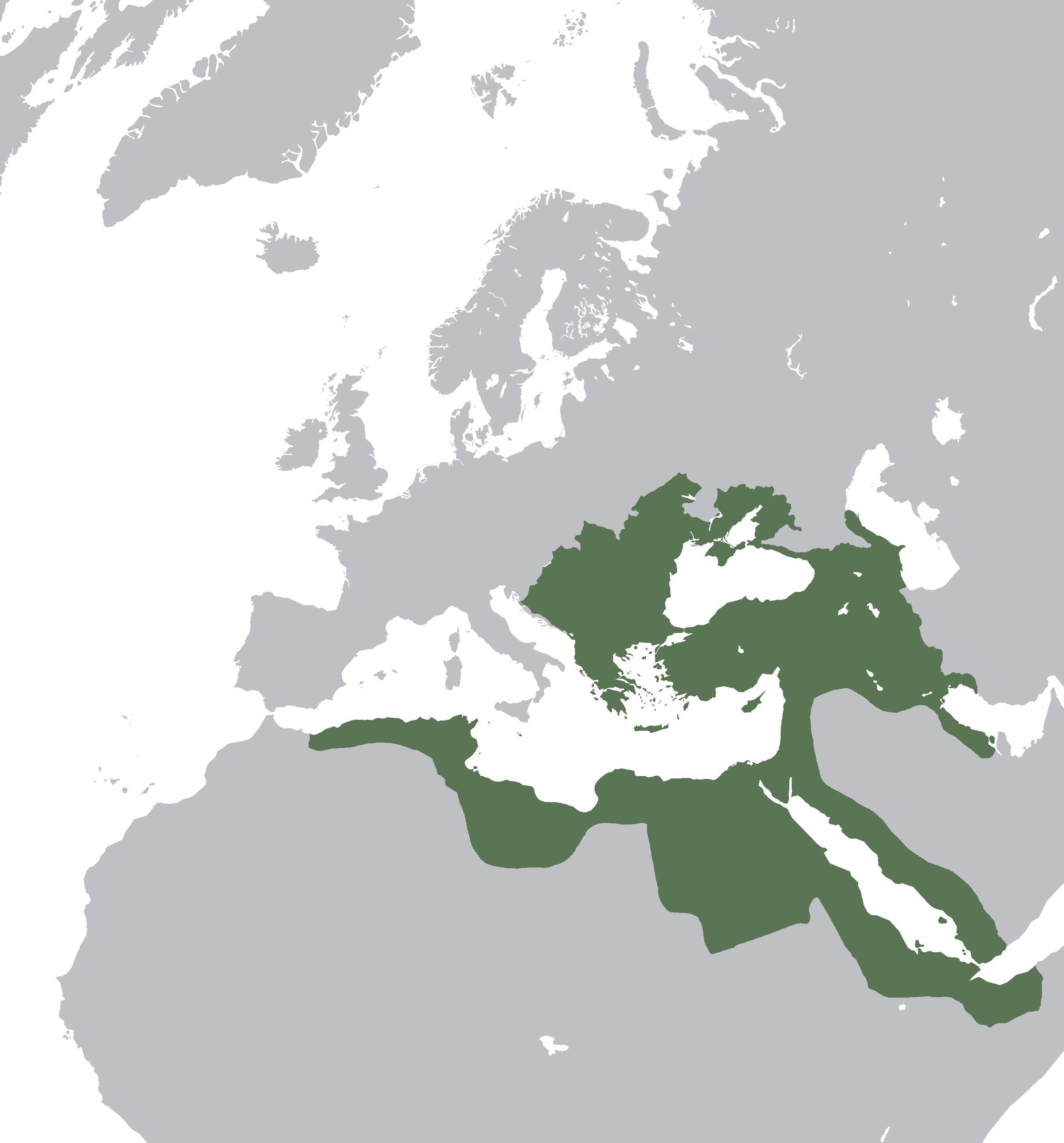
オスマン帝国 - 1300年から1683年にかけての領土の変遷
ムガル帝国 - 1700年
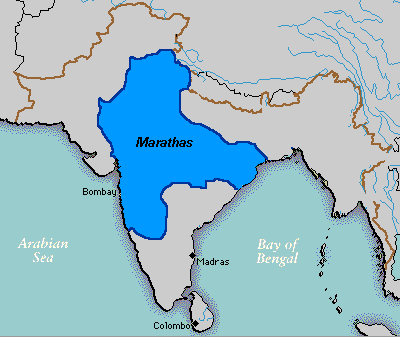
マラーター同盟 - 1760年、インドで最後のヒンドゥー帝国
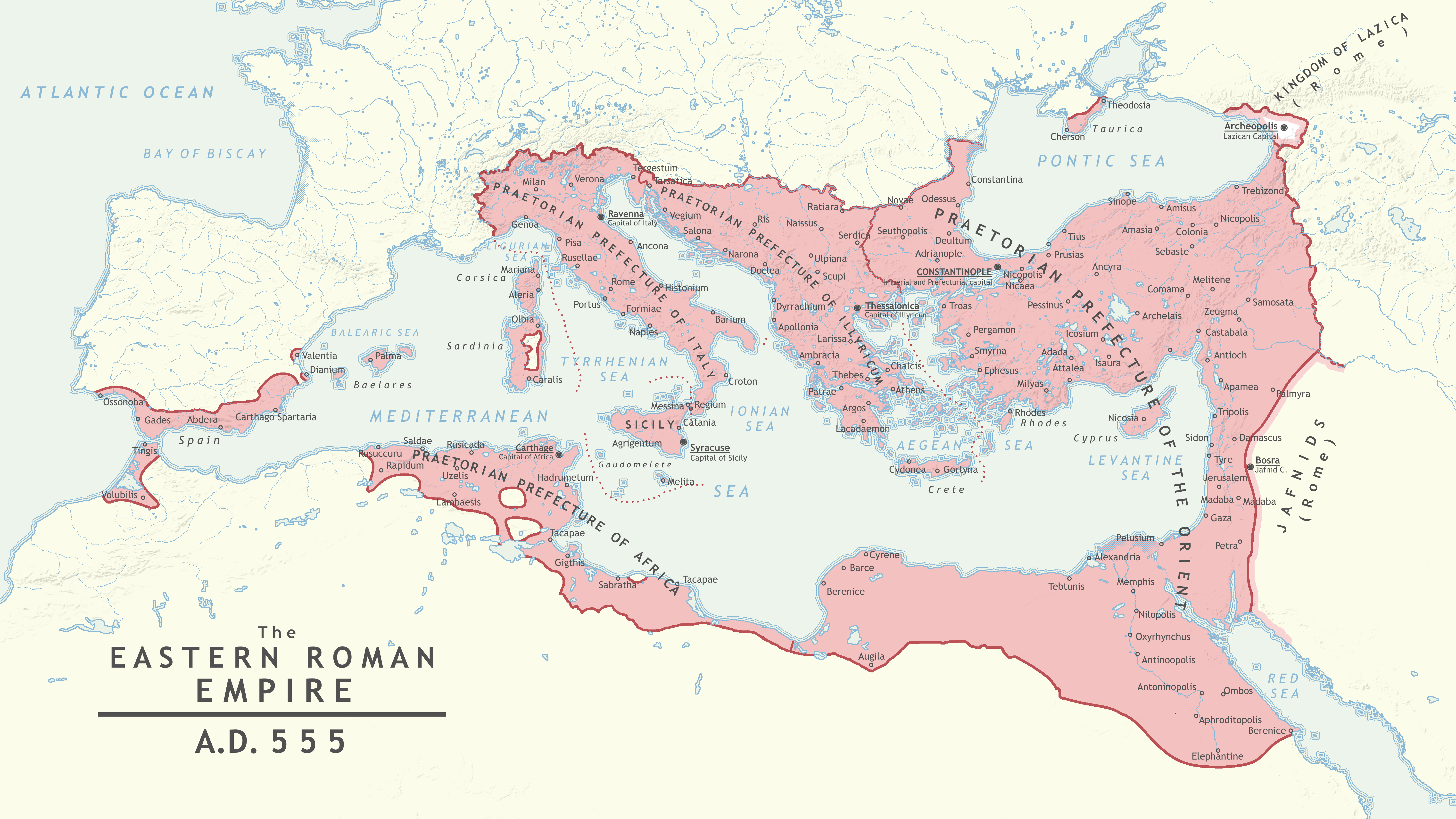
最盛期の東ローマ帝国 - 555年
フランク王国 - 814年
神聖ローマ帝国 - 1000年前後

#### 東ローマ帝国
東ローマ帝国は現代では、「ビザンツ帝国」、「ビザンティン帝国」などのように呼ばれるが、これらはあくまでも古代との相違点を示すための後世に付けられた便宜的な呼称に過ぎない。正式な国号は古代以来の「ローマ帝国」であり、第4回十字軍の攻撃をうけた1204年まで、ギリシャ人を主役としながらも、スラヴ人・アルメニア人などの民族を支配し、正教会を国教とする国家であった。
6世紀のユスティニアヌス1世の時代には旧西ローマ帝国領の一部を奪回し、ローマ皇帝による地中海全域の支配を復活させた。その後イスラム帝国やランゴバルト人、スラヴ人の侵攻で領土を失うが、800年にフランク王カールがローマ皇帝に戴冠されるまで、名目上では西欧諸国やローマ教会を宗主権下に置いており、また13世紀初めまではアナトリアおよびバルカン半島を中心とした東地中海一帯を支配していた。1204年以降、滅亡する1453年まではギリシャ人のみの小国へと転落したが、古代ローマ帝国の継承者としてローマ法や古代末期の体制を、また古代ギリシャ・ローマ文化を基礎としながらも東西の文化をギリシャ語・正教会・ローマ法でまとめあげて融合させ、古代のローマ帝国とは異なる独自の文明を形成した国家であったといえるだろう。
この国家では、皇帝は、「元老院と市民、軍隊の推戴を受ける」ことが正統性の証であるという古代ローマ以来の概念と、皇帝は「神の代理人」、「全世界の主」、「諸王の王」である「アウトクラトール（専制君主）」として統治するという東方的な考え方が融合した体制を取っていた。これは、前述の古代ローマ帝国後期の体制が4世紀から8世紀までの約400年近くにわたって緩やかに変化しながら作られた体制であり、いつまでが古代ローマ帝国で、いつからがいわゆる「ビザンツ帝国」、「ビザンティン帝国」であると明確に決めることはできない。
この帝国では、民族には関係なく、正教会の信者で、コンスタンティノポリスにいる皇帝の支配をうけ、ギリシャ語を話す者は皆ローマ人（公用語はギリシャ語だった）であり、アルメニア人やノルマン人、改宗したトルコ人など様々な民族が国家の要職に就いていた。イスラム教やユダヤ教にも比較的寛容で、首都・コンスタンティノポリスにはモスクまでつくられるほどであった。
なお、下記のように、1204年の第4回十字軍がコンスタンティノポリスを陥落させて建てたラテン帝国および、東ローマ帝国の皇族達が建てた亡命政権も「帝国」と称される。
- ラテン帝国
- ニカイア帝国 - 1204年に東ローマ帝国の首都コンスタンティノポリスが第4回十字軍によって陥落した際に、東ローマ帝国の皇族達が建てた亡命政権の一つ。1261年にコンスタンティノポリスを奪回して東ローマ帝国を再興した。小さな国家であるが、歴史的にこの国が正統の東ローマ帝国の亡命政権とされる。
- トレビゾンド帝国

#### カール大帝の「西ローマ帝国」と神聖ローマ帝国
- フランク王国
- 神聖ローマ帝国

西ヨーロッパ諸国は古代末期から8世紀までは、名目上コンスタンティノポリスにいるローマ皇帝の権威に服し、各国の王は皇帝の代理として旧西ローマ帝国領を統治するという形態をとっていた。しかし、7世紀以降イスラムやスラヴ人の侵攻によってコンスタンティノポリスの帝国政府の力が弱まり、また、ローマ教皇とコンスタンティノポリス総主教の宗教的対立や、ラテン語圏の西欧とギリシア語圏の東ローマの文化的な対立などから旧東西ローマ帝国の亀裂が深まっていった。そこで、ローマ教皇はフランク王カールを「ローマ皇帝」に戴冠し、コンスタンティノポリスの皇帝からの独立を図った。これがカール大帝の「西ローマ帝国」であり、その後継者を名乗る神聖ローマ帝国である。
これらの帝国は古代ローマ帝国の理念の影響をうけて、「キリスト教世界全体を支配する帝国」という理念が打ち出された。このため、西欧では、「皇帝」の称号はドイツの王のみに与えられ、名目的にはフランスやイングランドなどの国王よりも格上とされているが、その権力は王と同等のものと規定された。このことは13世紀初頭に生まれた「国王は自分の国内では皇帝である（Rex imperator in regno suo）」という「主権の慣用句」として表現された。。神聖ローマ皇帝が実際に支配したのは、最大のときで現在のドイツ・オーストリア・スイス・ベネルクス三国・北イタリア・ブルグント（ブルゴーニュ）などフランス東部の戦前までドイツ人地域であった所で、年月を経るにつれて領域はドイツ語圏のみになり、国名も「ドイツ国民の神聖ローマ帝国」という名前になった。
後に神聖ローマ帝国の領邦君主であるホーエンツォレルン家はプロイセン・シレジア・ポーランド西部に、ハプスブルク家はチェコ・スロベニア・ハンガリーなど非ドイツ語圏に支配領域を拡大したが、それら領域は神聖ローマ帝国の領域外とされた。ちなみにホーエンツォレルン家は、後に王号を名乗るが、神聖ローマ帝国の領域外におけるプロイセンの王という扱いで、神聖ローマ皇帝から認められた。
また、ドイツ国内ではもともとゲルマン人の選挙王制の伝統が残っており、また、各地の諸侯の力が強かったため、実際の皇帝権力は弱かった。さらに、三十年戦争の後には帝国内の各諸侯領（領邦）に主権が認められたため、帝国の権威が衰退した。このため、フランスの思想家ヴォルテールは、「神聖でもなく、ローマでもなく、帝国でもなかった」と酷評している。従来の歴史学における評価では中央集権化に失敗しドイツ統一を遅らせたとして否定的にとらえるものが主流であったが、近年は帝国の諸制度への研究が進み、見直しの論が出てきている。

#### その他のヨーロッパの帝国
- 北海帝国
- アンジュー帝国
- 第一次ブルガリア帝国/第二次ブルガリア帝国 - 中世のブルガリア国家は、隣接する東ローマ帝国の影響をうけて、君主が「皇帝」を称した。

#### イスラムの帝国
- イスラム帝国
- 後ウマイヤ朝
- ファーティマ朝
- ムラービト朝
- ムワッヒド朝
- アイユーブ朝
- セルジューク朝
- マムルーク朝
- ティムール帝国
- サファヴィー朝
- ムガル帝国
- オスマン帝国

#### 中国の帝国
- 秦王朝
- 漢王朝
- 晋王朝
- 隋王朝
- 唐王朝
- 宋王朝
- 元王朝
- 明王朝
- 清王朝

#### 中南米の帝国
- アステカ帝国

中南米の先住民が築いた国家としては最大級であり、帝国と呼ばれる事が多い。ただし広大と言っても現在のメキシコの領域内に過ぎず、またトラスカラ王国という同格のライバル国家も存在したことから、帝国とはみなされず、「アステカ王国」と呼ばれることも多い。
- チムー帝国

アステカ同様に中南米の先住民が築いた国家としては最大級であり、帝国と称される事があるが、現在のペルーの領域内であり、後世のインカ帝国と比較すれば弱小であり、チムー王国と称される場合が多い。
- インカ帝国

中南米の先住民が築いた国家の中では最大。最盛期には80の民族と1,600万人の人口をかかえ、現在のチリ北部から中部、アルゼンチン北西部、コロンビア南部にまで広がる版図を築いた。

#### 遊牧民の帝国

##### 匈奴・突厥など
- 匈奴
- フン
- エフタル
- 突厥

##### モンゴル帝国
- モンゴル帝国
- ティムール帝国
- ムガル帝国

##### その他の地域
- マラーター同盟
- マリ帝国
- ソンガイ帝国
- カネム・ボルヌ帝国
- トンガ帝国

### 近世・近代の帝国
- 大元帝国（元王朝）
- 大明帝国（明王朝）
- 大清帝国（清王朝）
- 中華帝国 - 中華民国大総統であった袁世凱が皇帝就任を宣言し、国体を帝政に改めた。しかし諸外国や国内の軍閥などは承認せず、護国戦争と呼ばれる内乱状態に陥った。このため袁世凱は一年で皇帝就任を取り消している。
- スウェーデン・バルト帝国
- フランス帝国
- オスマン帝国
- ロシア帝国 - 東ローマ帝国の後継を自認する。
- イギリス領インド帝国
- ハイチ帝国 - 共和国として独立したが、同年中にイギリスの支持を得てジャック1世が即位する。
- メキシコ帝国 - フランス帝国が皇帝を据えたがすぐ廃位された。
- ブラジル帝国
- ドイツ帝国
- エチオピア帝国
- オーストリア＝ハンガリー二重帝国
- 帝国日本-日米和親条約での日本の国号
- 大日本帝国 - 日本国の国号の一つ[注釈 9]で憲法上の名称。明治憲法下の日本を指す。大日本帝国時代の名残として、民間企業では社名に「帝国」を含む企業も数多く現存する（帝国ホテル、帝国劇場、帝国石油）など。
- 大韓帝国 -清朝からの独立と共に高宗が皇帝を称し、国号を「大韓国」とした[66]。この措置は日本などから承認された。ただし「大韓帝国」の国号も用いられ、日韓議定書などの外交文書では「大韓帝国」の国号が用いられている[67]。13年ほどなくして日本の保護国となり、併合された（韓国併合）。
- 第三帝国 - ナチス・ドイツ（国民社会主義ドイツ労働者党政権）支配下のドイツを指すプロパガンダとして用いた「Das Dritte Reich」（直訳：第三ライヒ）の漢訳語。帝国との訳には異論あり。正式な国名は帝政ドイツからヴァイマル共和政時代を通じて一貫してDeutsches Reich（ドイツ国）。
- 大南帝国およびベトナム帝国 - 大清帝国から冊封を受けたベトナム阮朝は、清国に対して越南（国王）を称する一方、その他の周辺国には大南（皇帝）と称した。
- パフラヴィー朝イラン帝国
- 中央アフリカ帝国 - 独裁制を敷いたボカサ大統領が1976年に皇帝への即位を宣言した。3年間しか存在しなかったが、その国号は他国からも承認された。

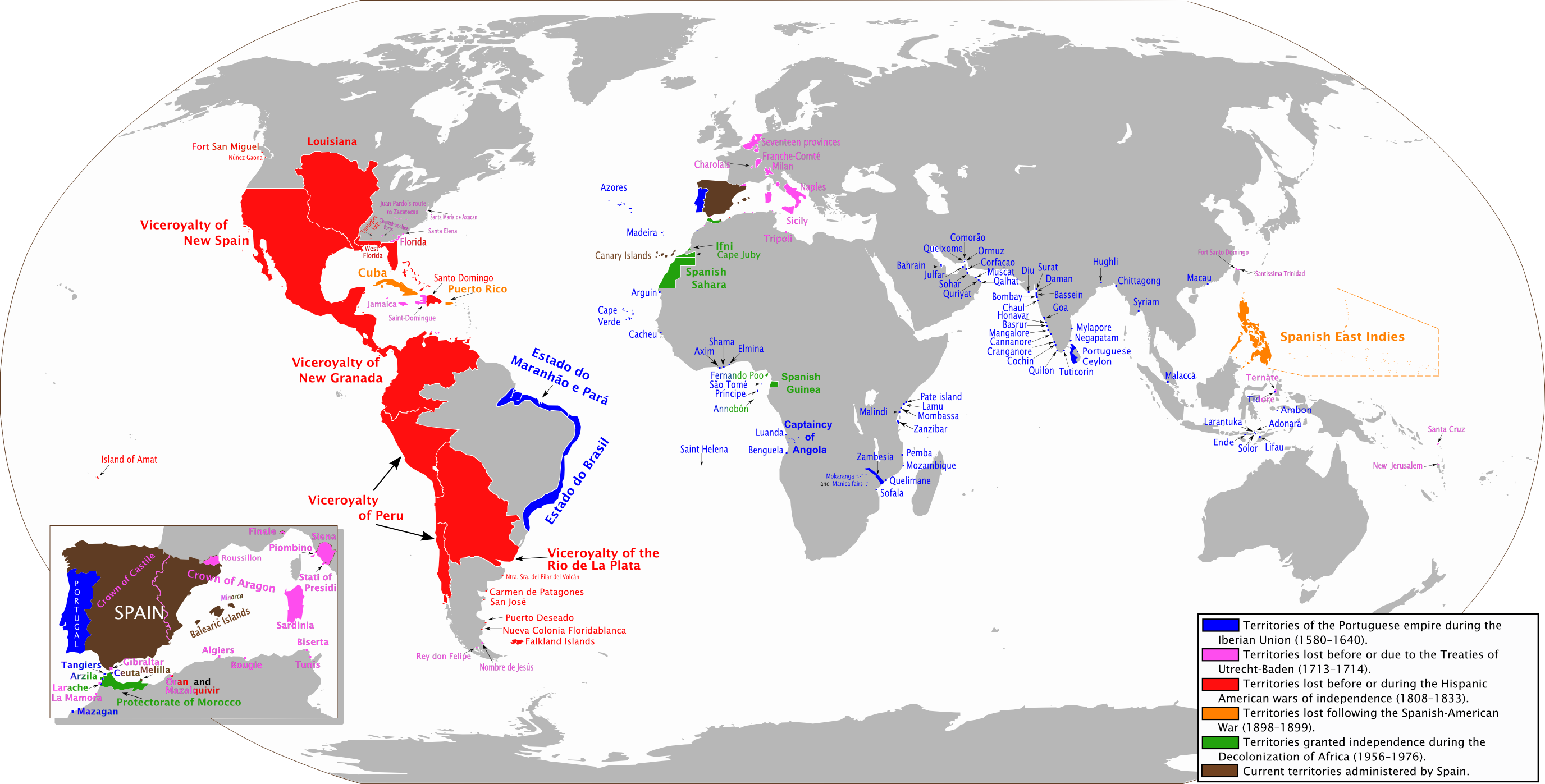
スペイン帝国
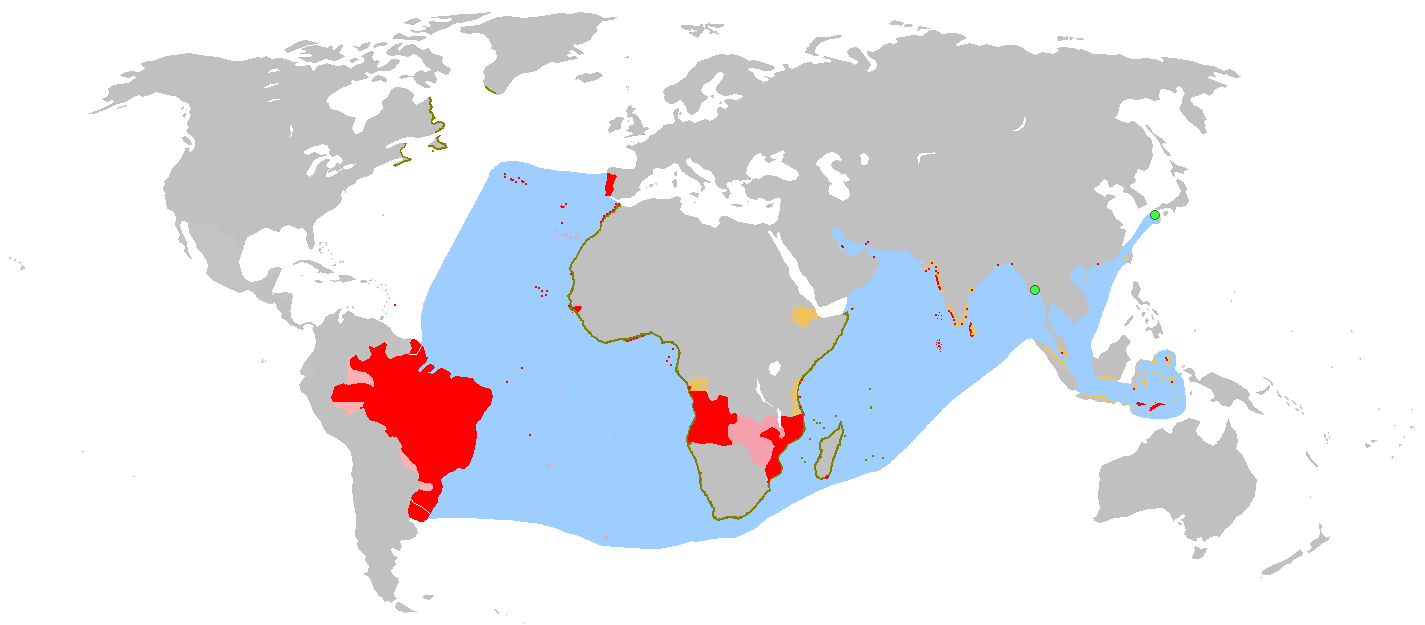
ポルトガル海上帝国 - 赤色：1410年 - 1999年までにポルトガルが支配したことのある領域 ピンク：探検など 水色：制海権を得たことのある海域
オーストリア＝ハンガリー帝国 - 1914年
ロシア帝国 - 1917年、世界の歴史上2番目に広大な帝国となった。
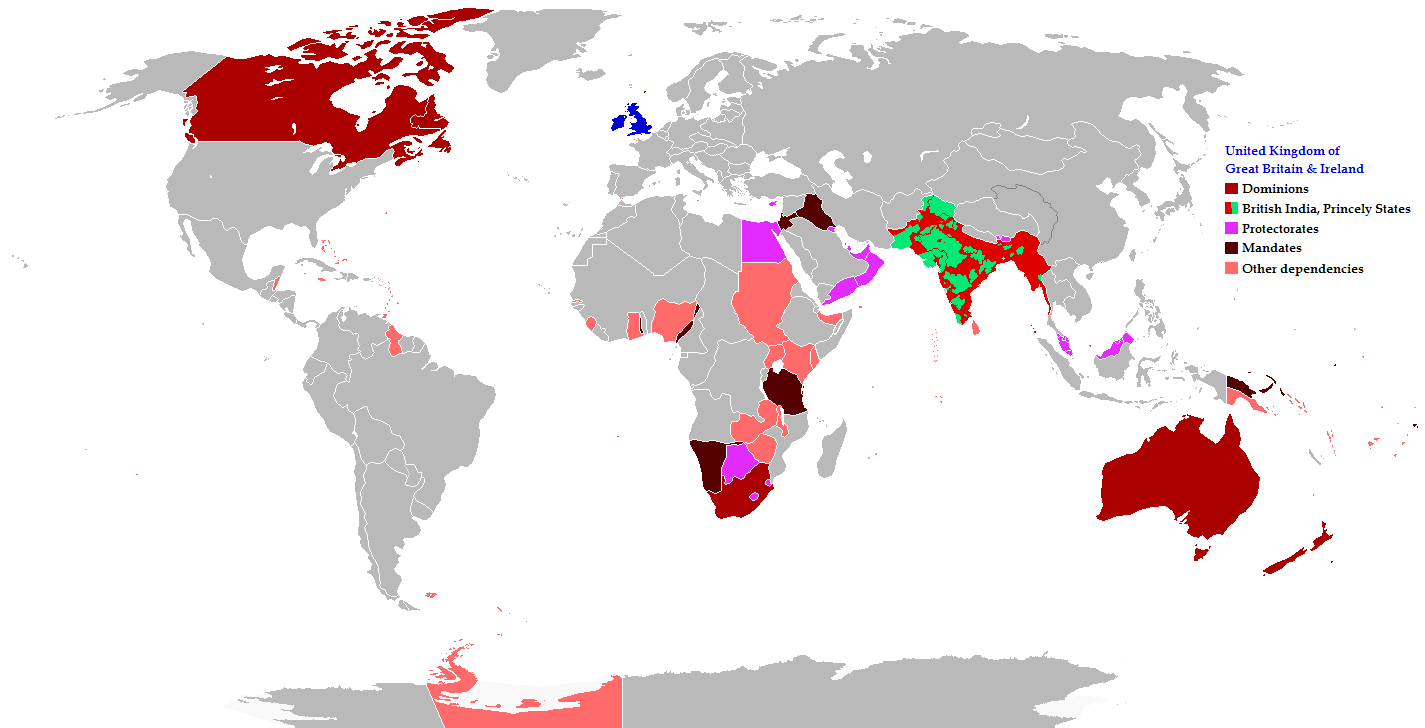
イギリス帝国 - 1920年
大清帝国 - 1820年
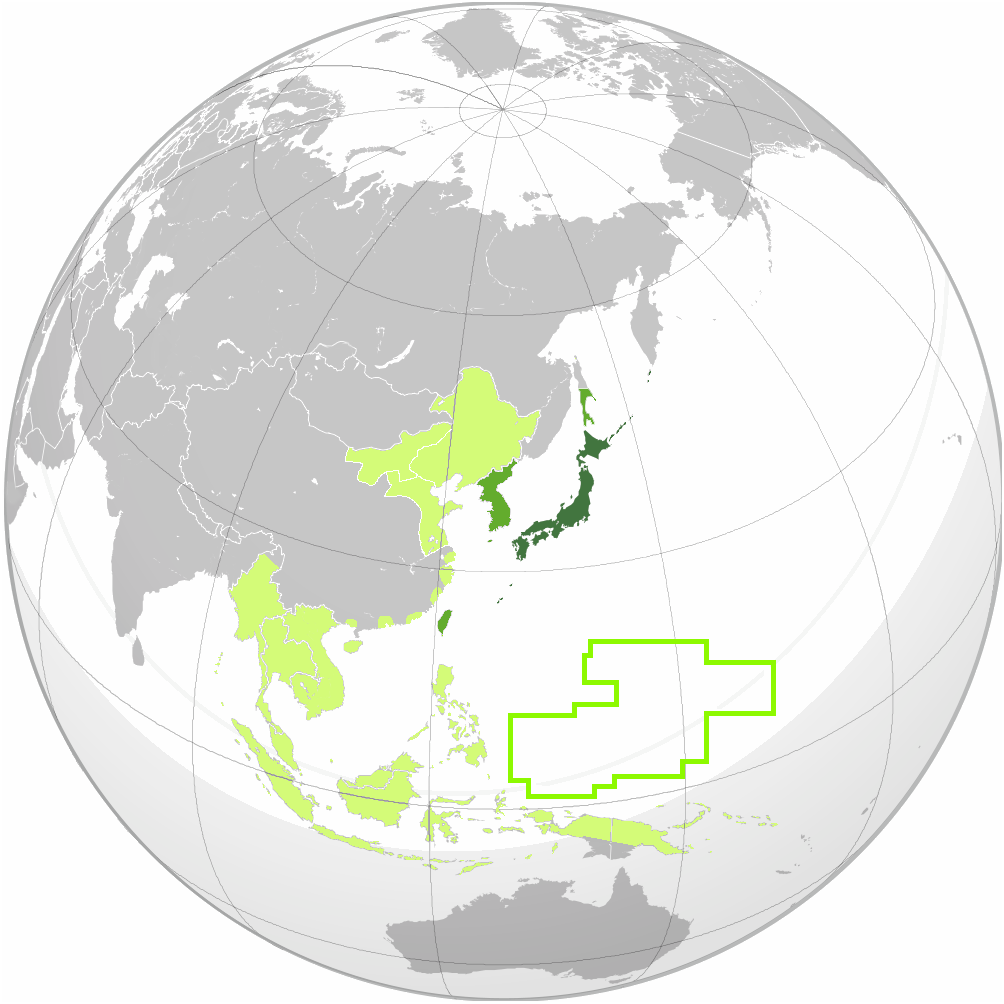
大日本帝国 - 1942年

### 植民地帝国
一般に、帝国主義時代の宗主国と植民地の総体は植民地帝国（colonial empire）と呼ばれる。元首が皇帝であるとは限らない。たとえばフランス植民地帝国はその期間の過半は共和国だった。
- イギリス植民地帝国
- イタリア植民地帝国
- オランダ海上帝国
- クールラント植民地帝国
- スウェーデン植民地帝国
- スペイン植民地帝国
- 日本植民地帝国
- デンマーク植民地帝国
- ドイツ植民地帝国
- フランス植民地帝国
- ベルギー植民地帝国
- ポルトガル海上帝国
- アメリカ植民地帝国

### 比喩などから帝国と呼ばれる国
- ハプスブルク帝国 - 近世から近代におけるハプスブルク家による比喩的な帝国。後にオーストリア帝国、オーストリア＝ハンガリー二重帝国を形成する。
- アンジュー帝国 - 中世フランス王国のアンジュー伯だったプランタジュネ家のアンリが父母からの相続や自らの結婚によって、ノルマンディー公、アキテーヌ公、イングランド王などとなって広大な領土を手にしたことから、彼とその子孫（イングランド・プランタジネット朝）の所領の総称をこう呼ぶことがある
- アメリカ合衆国 - 冷戦期、東側諸国を除く全世界のほとんどに政治的・軍事的・経済的影響力を及ぼした。しばしば批判的に「アメリカ帝国（米帝）」と呼ばれる。
- ソビエト連邦 - 冷戦期、東側諸国に政治的・軍事的影響を及ぼした。中ソ対立時に「社会帝国主義」と呼ばれ、西側からは批判的に「ソビエト帝国」「赤い帝国」と呼ばれた。レーガン大統領は「悪の帝国」と呼んだ。ソビエト連邦の崩壊以降、ソビエト帝国は死語となった。
- ロシア連邦 - ウクライナ、中央アジア諸国など近隣諸国を勢力下に置こうとする政策から帝国と呼ばれることもある。[要出典]
- 中華人民共和国 - 改革開放以降経済的な台頭、軍事力の増長により日本および周辺諸国に対する外交姿勢から帝国（中華帝国）と呼ばれることがある。ソ連と同様に「赤い帝国」と呼ばれることもある。[要出典]